# チオシアン酸アンモニウム
チオシアン酸アンモニウム（英: ammonium thiocyanate）はチオシアン酸のアンモニウム塩で、化学式NH4SCNで表される化合物。

## 用途
除草剤やチオ尿素、マッチ、合成樹脂の製造原料のほか防錆や繊維の染色にも用いられる。また、石炭を燃やした際に発生する気体から硫黄を取り除く液体の主成分でもある。

## 製造
二硫化炭素とアンモニア水から、中間体であるアンモニウムジチオカルバメートを経て、チオシアン酸アンモニウムと硫化水素が得られる。
CS2 + 2 NH3(水溶液) → NH2C(=S)SNH4 → NH4SCN + H2S

## 反応
空気中では安定しているが、加熱によりチオ尿素を生じる。
平衡混合物として、150℃で30.3%、180℃で25.3%のチオ尿素を含む。乾燥状態で200℃まで加熱すると、アンモニアや硫化水素、二硫化炭素、チオシアン酸グアニジンを生じ分解する。チオシアン酸アンモニウムは弱酸性であり、水酸化ナトリウム・水酸化カリウムとの反応により、それぞれチオシアン酸ナトリウム・チオシアン酸カリウムを生じる。鉄と反応し、赤色のチオシアン酸鉄錯体を生じる。
6 SCN- + Fe3+ → [Fe(SCN)6]3-
銅、銀、亜鉛、鉛、水銀などの金属イオンと反応し、チオシアン酸塩の沈殿を生じる。